# Lajos Maszlay
Lajos Maszlay (2 de octubre de 1903-1 de diciembre de 1979) fue un deportista húngaro que compitió en esgrima, especialista en las modalidades de florete y sable.
Participó en tres Juegos Olímpicos de Verano entre los años 1936 y 1952, obteniendo dos medallas, bronce en Londres 1948 y bronce en Helsinki 1952. Ganó seis medallas en el Campeonato Mundial de Esgrima entre los años 1933 y 1953.

## Palmarés internacional
| Juegos Olímpicos   | Juegos Olímpicos      | Juegos Olímpicos  | Juegos Olímpicos    |
| Año                | Lugar                 | Medalla           | Prueba              |
| ------------------ | --------------------- | ----------------- | ------------------- |
| 1948               | Londres (Reino Unido) | Medalla de bronce | Florete individual  |
| 1952               | Helsinki (Finlandia)  | Medalla de bronce | Florete por equipos |
| Campeonato Mundial |                       |                   |                     |
| Año                | Lugar                 | Medalla           | Prueba              |
| 1933               | Budapest (Hungría)    | Medalla de oro    | Sable por equipos   |
| 1933               | Budapest (Hungría)    | Medalla de bronce | Florete por equipos |
| 1935               | Lausana (Suiza)       | Medalla de oro    | Sable por equipos   |
| 1935               | Lausana (Suiza)       | Medalla de bronce | Florete por equipos |
| 1937               | París (Francia)       | Medalla de oro    | Sable por equipos   |
| 1953               | Bruselas (Bélgica)    | Medalla de bronce | Florete por equipos |